# Axel Lehmann
Axel Lehmann (* 13. Oktober 1966 in Berlebeck) ist ein deutscher Journalist und Kommunalpolitiker (SPD). Lehmann ist seit Oktober 2015 Landrat des Kreises Lippe und Nachfolger von Friedel Heuwinkel (CDU).

## Leben
Lehmann machte Ende der 1980er Jahre eine Ausbildung zum Journalisten bei der Lippischen Landeszeitung. In den 1990er Jahren studierte er an der Universität Münster Geschichte, Politikwissenschaft und Germanistik. Er arbeitete sieben Jahre lang als wissenschaftlicher Mitarbeiter bei der ehemaligen Europaabgeordneten Mechtild Rothe und promovierte 2000 über das Thema Marshallplan. Seitdem ist er als freier Journalist für Hörfunk und Fernsehen tätig. So leitet er seit 2003 das Pressebüro Wort & Co. Lehmann ist seit 1999 Abgeordneter im Kreistag und seit 2004 in der Versammlung des Landschaftsverbandes Westfalen-Lippe in Münster tätig. Im März 2015 wurde er als, seit 2014, amtierender Parteichef der Kreis-SPD zum Landratskandidaten der SPD für den Kreis Lippe gewählt. Bei der Kommunalwahl 2020 wurde er am 27. September 2020 im zweiten Wahlgang als Landrat wiedergewählt. Im Mai 2024 kündigte er nach einer Krebsdiagnose an, bei den Kommunalwahlen 2025 nicht erneut zu kandidieren.

## Publikation
- Der Marshall-Plan und das neue Deutschland die Folgen amerikanischer Besatzungspolitik in den Westzonen, Münster New York München Berlin Waxmann, 2000. Zugl.: Münster (Westfalen), Univ., Diss., 2000. ISBN 3-89325-889-2